# 라시 크룰레프스키 전투

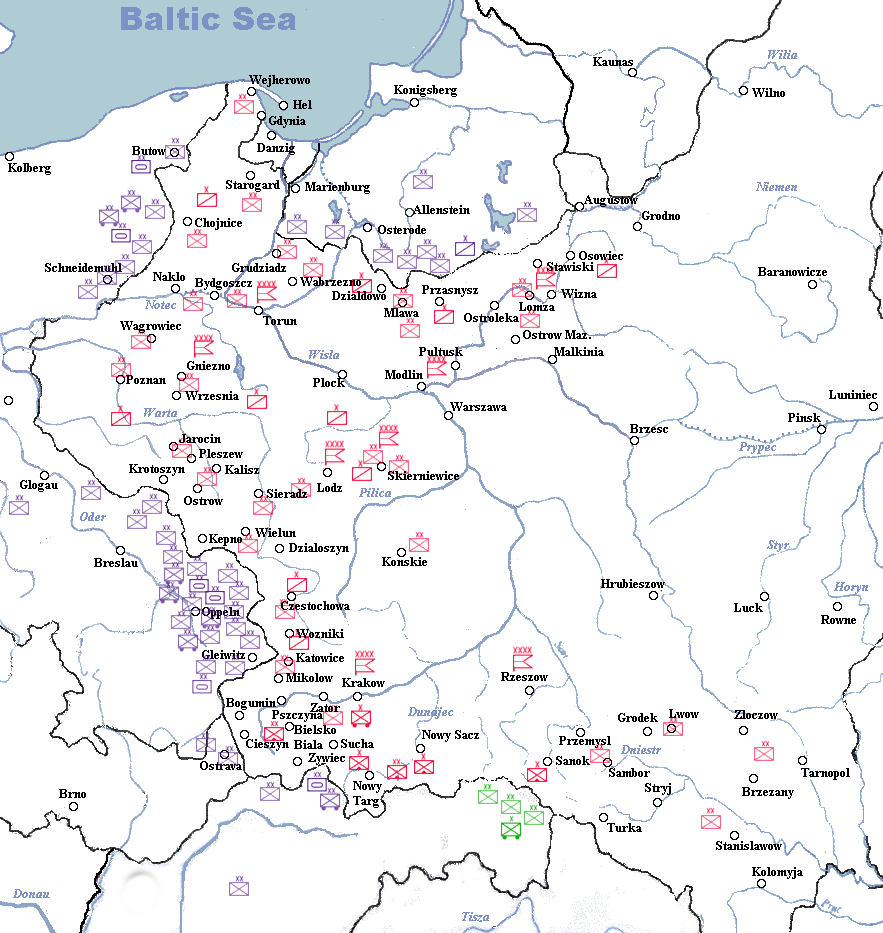

라시 크룰레프스키 전투(폴란드어: Bitwa w Lasach Królewskich)는 폴란드 침공의 첫 날인 9월 1일 폴란드 국경 전투의 일부로 야노보와 크지노보우가 마와에서 일어난 전투이다.
폴란드 창기병 연대(11 연대)와 독일 기병 간 기병전이 일어났다. 폴란드 기병이 독일군에게 공세를 시작하면서 혼전이 지속되었다. 이 때 폴란드군은 사브르를 이용하였다.